# سارگایوو
سارگایوو (انگلیسی: Sargayevo) یک شهرک در شهرستان ایشیمبایسکی استان باشقیرستان کشور روسیه است.